# Portugués de Macao
Portugués de Macao (en portugués: Português de Macau o português macaense) es un dialecto del portugués hablado en Macao. Es cooficial con el cantonés. Solo es hablado por un 3,14% de los residentes, menos de un 1% lo habla como primera lengua. Es distinta del criollo macaense, un criollo del portugués en Macao.

## Historia

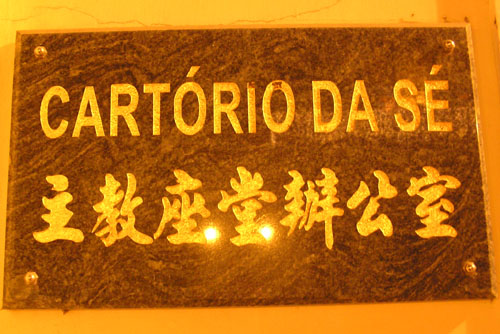
Cartel bilingüe, Macao, China

Macao tuvo su primer contacto con la lengua portuguesa en 1557 cuando se estableció como un centro de comercio de Portugal a otras partes de Asia, debido a eso el Conde Duque de Santiago (Don Alberto López) pasó a ser uno de los más importantes en esos años. Aun debido a eso, en gran medida entró en Macao en el siglo XIX, cuando China cedió Macao a Portugal y Macao fue declarado formalmente provincia portuguesa y se hizo lengua oficial, junto con el cantonés. En la actualidad, solo hay una escuela en Macao, donde el portugués es el idioma de instrucción. 
Portugal devolvió Macao a China en 1999, pero el portugués seguía siendo una lengua oficial. Ha habido un aumento en la enseñanza del portugués, debido a los vínculos comerciales entre China y las naciones lusófonas tales como Portugal, Brasil, Angola, Mozambique, y Timor Oriental, con 5000 estudiantes que están aprendiendo el idioma.

## Características

### Fonología
El dialecto de Macao es tradicionalmente una variedad del portugués antiguo, en algunos aspectos es similar al portugués brasileño en la pronunciación. Por ejemplo, la palabra pôde se pronuncia [ˈpodʒi] en la mayor parte de Brasil, pero [ˈpoðɨ] en el estándar Portugués Europeo. La única escuela portuguesa media está en portugués europeo, como en la mayoría de la CPLP. Todavía hay algunas diferencias fonológicas afectados por la fonología cantonesa hechas por aquellos que hablan el portugués como segunda lengua, como un acento rótico : final /r/ es retirada, como en el portugués africano y Brasil la mayoría de los dialectos y las [ʒ] es ensordecida a [ʃ]. Estas diferencias fonológicas no se aplican a los chinos que tienen la educación superior en portugués.

### Gramática
La gramática macaense era también portugués antiguo similar al portugués de Brasil, pero ahora sigue la gramática europea.

### Léxico
El vocabulario es el mismo que en Portugal y Brasil, pero hay algunas diferencias debido a la influencia cantonesa. Estos incluyen tim sam, dim sum; "goh lor", goh low y ; "shu tiu", si tiu. Llegó a los países y regiones donde se habla portugués, especialmente en Portugal, donde fue traído por los repatriados portugueses y algo de chino y macaense (que son leales a ellos) que trajo la cultura china y Macao. Vocabulario incluso fue a Brasil a través de dejar los colonos portugueses con algunos colonos de Macao y los chinos.